# Bygg bilar med Mulle Meck
Bygg bilar med Mulle Meck är ett svenskt datorspel från 1997 som bygger på barnböckerna om Mulle Meck av George Johansson och Jens Ahlbom. Lennart Jähkel gör rösten till Mulle Meck.

## Handling
I spelet kan spelaren bygga bilar genom att sätta ihop delar från ett sitt skrotupplag. Med den byggda bilen kan spelaren åka runt på kartan och få nya delar till bilen genom att hjälpa invånarna i byarna runt omkring i form av minispel.
Om spelaren också har Planera med Mulle Meck installerat på datorn kan man få 12 nya reservdelar.

## Rollista
- Lennart Jähkel – Mulle Meck
- Marie Peterson – Doris Digital
- Pelle Lind – Figge Ferrum
- Jonas Beckeman – Gaston Garcon
- Gustav Forsberg – Ludde Labb
- Ulla-Carin Nyquist – Mia Minardi
- Bosse Löthén – Sture Stortand
- Helen Ardelius – Viola Wallmark

## Mottagande
Karin Torgny på Göteborgs-Posten gav spelet 4 av 5 i betyg och beskrev spelet som ambitiöst men lyckat med lite onödig dödtid.
Spelet vann 2007 pris för "Best product call" under iParenting Media Awards i kategorin mjukvara. Dessutom tilldelas spelet titeln "2007 Notable Computer Software list" av bibliotekarieföreningen ALSC.